# بيت كاربنتر
بيت كاربنتر (بالإنجليزية: Pete Carpenter)‏ هو كاتب أغاني وملحن أمريكي، ولد في 1 أبريل 1914 في هونولولو في الولايات المتحدة، وتوفي في 15 أكتوبر 1987 في فالي فيليج في الولايات المتحدة بسبب سرطان.

## وصلات خارجية
- بيت كاربنتر على موقع IMDb (الإنجليزية)
- بيت كاربنتر على موقع ميوزك برينز (الإنجليزية)
- بيت كاربنتر على موقع أول ميوزيك (الإنجليزية)
- بيت كاربنتر على موقع ديسكوغز (الإنجليزية)
- بيت كاربنتر على موقع قاعدة بيانات الفيلم (الإنجليزية)